# Pidhorodne, Dnipro
Pidhorodne (în ucraineană Підгородне) este un oraș raional din raionul Dnipro, regiunea Dnipropetrovsk, Ucraina. În afara localității principale, nu cuprinde și alte sate.

## Demografie
Componența lingvistică a orașului Pidhorodne
     Ucraineană (91,73%)
     Rusă (7,97%)
     Alte limbi (0,15%)
Conform recensământului din 2001, majoritatea populației orașului Pidhorodne era vorbitoare de ucraineană (91,73%), existând în minoritate și vorbitori de rusă (7,97%).